# 111 г. пр.н.е.
111 (сто и единадесета) година преди новата ера (пр.н.е.) е година от доюлианския (Помпилийски) римски календар.

## Събития

### В Римската република
- Консули са Публий Корнелий Сципион Назика Серапион и Луций Калпурний Бестия.
- Начало на Югуртската война:
  - Бестия ръководи армия срещу Югурта. Поради липсата на напредък в действията, консулът приема да преговаря за мир с нумидийския цар и получава дарове.[1]
  - Народният трибун Гай Мемий обвинява Бестия и други аристократи в корупция и приемане на подкупи от Югурта и призовава царя да се яви в Рим, за да свидетелства.[1]
  - След пристигането си в града Югурта подкупва трибуна Гай Бебий, за да пречи на разследването на колегата си Мемий и да предпази царя от принуда да свидетелства в народното събрание.[1]
- 15 юли – триумф на Марк Цецилий Метел за победа в Сардиния и тримф на Гай Цецилий Метел Капрарий за победа в Тракия.[2]

### В Азия
- По време на междуособиците в царството на Селевкидите, Антиох IX Кизикен пленява царицата Трифаена (съпругата на съперника му Антиох VIII Грюпос) и нарежда да бъде убита като жертва за духа на неговата съпруга Клеопатра IV, която е убита година по-рано по нареждане на Трифаена.[3]
- Северен Виетнам е завзет от династията Хан.[4]

## Починали
- Публий Корнелий Сципион Назика Серапион, консул през тази година (роден 140 г. пр.н.е.)
- Трифаена, птолемейска принцеса (родена ок. 141 г. пр.н.е.)

Бележки: